# Фиджийски буревестник
Фиджийският буревестник (Pseudobulweria macgillivrayi) е вид птица от семейство Procellariidae. Видът е критично застрашен от изчезване.

## Разпространение и местообитание
Разпространен е във Фиджи.